# روبرت د. هير
روبرت د. هير هو طبيب وكاتب وعالم نفس وأستاذ جامعي كندي، ولد في 1934 في كالغاري في كندا.

## وصلات خارجية
- الموقع الرسمي